# Polypeptide
Un polypeptide est une chaîne d'acides aminés reliés par des liaisons peptidiques. On parle de polypeptide lorsque la chaîne contient entre 10 et 100 acides aminés. Au-dessus de 100 (ou encore 50, définition arbitraire) acides aminés on parle généralement de protéine.
Parmi eux, les peptides multicycliques, les peptides phosphorylés ou encore ceux intégrant des liaisons non-peptidiques ou des peptides conjugués.
Certains polypeptides constituent une famille d'antibiotiques dont les molécules très toxiques n'en permettent qu'un usage très limité. D'autres s’imposent aujourd’hui comme des éléments essentiels à la mise au point de vaccins ou de principes actifs destinés aux traitements de certaines pathologies telles que les cancers, les déficiences hormonales, l’ostéoporose,,.

## Les protéines
Les polypeptides servent dans la synthèse des protéines. Ces dernières peuvent être un unique polypeptide de grande taille ou des polypeptides associés entre eux adoptant une conformation 3D. Les protéines peuvent être maturées dans l'appareil de Golgi afin d'obtenir des groupements d'autre nature que les acides aminés (ex: glycosilation) et/ou être incluses dans une vésicule lipidique afin de sortir de la cellule.
La fonction d'une protéine dépend de sa structure spatiale, elle-même déterminée directement par sa séquence en acides aminés. Des modifications de la séquence d'acides aminés peuvent donc avoir des répercussions sur l'activité de la protéine, ce qui peut entraîner des modifications du phénotype au niveau cellulaire et macroscopique.

## Les gènes
Un gène est une unité d'information génétique au sein de l'ADN qui permet la synthèse d'un ARN. L'ARN est une sorte de photocopie du gène qui est exportée à l’extérieur du noyau de la cellule dans le cytoplasme pour être « lu » par les ribosomes et permettre ainsi la synthèse d'un polypeptide. 
Le gène et l'ARN sont caractérisés par leurs séquences de nucléotides et le polypeptide par sa séquence en acides aminés. La séquence nucléotidique du gène détermine la séquence des nucléotides de l'ARN et la séquence des acides aminés du polypeptide qu’il code.
En résumé : un gène code un polypeptide, qui s'associe à d'autres polypeptides pour former une protéine. Celles-ci ont une influence dans les phénotypes macroscopiques et cellulaires car elles jouent un rôle dans les différents types de cellules (structure, enzymes, transport…) et dans les tissus ainsi formés.